# Hermes Garin
Leopoldo Hermes Garin Bruzzone (ur. 26 maja 1947 w San Ramón) – urugwajski duchowny rzymskokatolicki, w latach 2002-2022 biskup pomocniczy Canelones.

## Życiorys
Święcenia kapłańskie przyjął 31 maja 1973 i został inkardynowany do diecezji Canelones. Był m.in. proboszczem parafii katedralnej oraz wikariuszem generalnym diecezji.
15 czerwca 2002 papież Jan Paweł II mianował go biskupem pomocniczym Canelones i biskupem tytularnym Benepoty. Sakry biskupiej udzielił mu 8 września tegoż roku ówczesny biskup tejże diecezji, Orlando Romero.
27 czerwca 2022 papież Franciszek przyjął jego ryzgnacjaę z funkcji biskupa pomocniczego.